# Kłębowo
Kłębowo (niem. Wernegitten) – wieś w Polsce położona w województwie warmińsko-mazurskim, w powiecie lidzbarskim, w gminie Lidzbark Warmiński.
Do 1954 roku wieś należała i była siedzibą gminy Kębłowo, następnie gromady Kłębowo. W latach 1975–1998 miejscowość administracyjnie należała do województwa olsztyńskiego. Wieś znajduje się w historycznym regionie Warmia.
Po II wojnie światowej, w 1948 roku powstała grupa Świadków Jehowy.
Proboszczem w parafii w Kłębowie (od 15 kwietnia 1961 do 15 grudnia 1961 roku) był ks. Marian Maćkowiak, obecnie jest nim ks. Roman Cichocki.
Kościół pw. św. Małgorzaty z I poł. XIV w. posiada surową bryłę urozmaiconą szczytami, wystrój neogotycki. Przed frontem drewniana wieża z 1759 o lekko pochyłych ścianach, zwieńczona ośmioboczną iglicą i strzelistym, zaklęśniętym hełmem ostrosłupowym.